# Georg Kleefeld
Georg Kleefeld, auch: Klefeld, Cleefeld, (* 23. Januar 1522 in Elbing; † 2. März 1576 in Danzig) war ein Danziger Bürgermeister und ein wichtiger Vertreter der Hanse.

## Leben
Der Sohn des gleichnamigen Ratsherrn wurde schon früh eine Waise. Er kam daher zu Verwandten nach Danzig und konnte 1543 ein Studium an der Universität Wittenberg beginnen. Durch ein Stipendium des Danziger Rates gefördert, besuchte er 1546 die Universität Paris, erwarb sich dort das Lizentiat der Rechte und wurde anschließend Syndikus der Stadt Danzig. In dessen Auftrag begab er sich zu Verhandlungen nach England und promovierte auf der Rückreise in Orléans zum Doktor der Rechte.
In Danzig wurde er 1558 Bürgermeister und blieb dies bis zu seinem Lebensende. In dieser Funktion nahm er an den Hansetagen teil, setzte sich für den Gesamtzusammenhalt der Hanse ein und trug wesentlich zur Wiedererlangung der Hanseprivilegien in England bei, zumal er sich auch für die Erhaltung des Londoner Stalhofes starkgemacht hatte. Geschickt wahrte er die Interessen der Stadt, als der polnische König mit Russland und den nordischen Ländern in Konflikt geriet. Vor allem als Sigismund II. August die preußische Landesfreiheit angriff, übernahm er 1565, nach dem Tod von Achatius von Zehmen, eine führende Rolle zur Verteidigung jener Privilegien.
Dies tat aber dem persönlichen Verhältnis zum König keinen Abbruch, obwohl man ihn auf dem Warschauer Reichstag 1563–1564 des Majestätsverbrechens bezichtigte. Der König ernannte ihn sogar 1568 zum Danziger Burggrafen. Durch Intrigen seiner Gegner, vor allem im Lager der polnischen Adligen, wurde er 1569 vom Reichstag zur Lubliner Union ausgeschlossen, wurde der Majestätsbeleidigung, der Rebellion und des Hochverrats angeklagt und am 23. August 1569 mit seinen Amtsgenossen Konstantin Ferber, Johann Proite und Albrecht Giese verhaftet. Eine eingesetzte Kommission des Königs machte im Dezember desselben Jahres die Andeutung, dass man die Gnade des Königs erkaufen konnte.
Notgedrungen ging man auf einen Pakt ein, der das Pfahlgeld erhöhte und dem König über 10 Jahre hinweg 100.000 fl. zukommen ließ. Als Gegenleistung sollten alle Beschwerden der Stadt abgeholfen werden, ohne dass man jedoch in diesem Punkt zu einer Einigung kam. Am 2. Dezember 1570 entließ man die Gefangenen. Nach dem Tod von Sigismund II. entstanden Wirren um den polnischen Thron. Erst gab Heinrich III. von Frankreich ein kurzes Intermezzo als polnischer König und ihm folgte Stephan Báthory. Da die lutherischen Einwohner Danzigs die Konföderationsakte nicht annehmen wollten, entstanden wiederum politische Spannungen, die zum Gefecht am Lübschauer See bei Dirschau am 17. April 1577 führten. Dies erlebte Kleefeld nicht mehr, da er ein Jahr zuvor verstarb.